# Болл, Билли
Уи́льям Ге́нри Болл (англ. William Henry Ball; 11 апреля 1876 — февраль 1929), также известный как Би́лли Болл (англ. Billy Ball) — английский футболист, защитник.

## Футбольная карьера
Уроженец Уэст-Дарби, Ливерпуль, Уильям Болл выступал за местные команды «Ливерпул Саут Энд» и «Рок Ферри».
В 1897 году стал игроком клуба Первого дивизиона «Блэкберн Роверс». В сезоне 1897/98 провёл за клуб 17 матчей в чемпионате.
В сезоне 1898/99 был игроком ливерпульского «Эвертона», однако не провёл ни одного матча за основной состав. В 1899 году перешёл в «Ноттс Каунти». Провёл в клубе два сезона, сыграв в 70 матчах и забив 2 мяча.
Затем вернулся в «Блэкберн», где провёл сезона 1901/02, сыграв в трёх матчах команды.
В октябре 1902 года перешёл в «Манчестер Юнайтед». Дебютировал за клуб 8 ноября 1902 года в матче против «Линкольн Сити». Провёл за команду 4 матча в сезоне 1902/03, а в летнее межсезонье покинул клуб.